# Post Südstadt Karlsruhe
Maillots
Le Post Südstadt Karslruhe est un club sportif allemand localisé dans la ville de Karlsruhe dans le Bade-Wurtemberg.
Le club tire son nom actuel d’une fusion, survenue en 2001, entre le VfB Südstatdt 1896 Karlsruhe et le Postsportverein Karlsruhe.
De nos jours, outre le football, il propose quelques autres sections de sports récréatifs.

## Histoire
Le club fut créé en 1896 sous le nom de Karslruher FC Südstadt. Dès la fin des années 1890, il évolua dans une championnat local organisé par la Karlsruher Fußball-Bund (FRB). On sait peu de chose à propos de cette fédération sauf que d’autres clubs locaux comme Karlsruher FV 1891, FC Phönix 1894 Karlsruhe, FC Germania 1898 Karlsruhe, FC Franconia 1895 Karlsruhe et le FC Alemannia 1897 Karlsruhe en firent partie.
On suppose que la ligue débuta au printemps ou l’été 1899 et qu’elle eut une existence brève et tumultueuse. Friedrich William Nohe, président du Karlsruher FV, présidait aussi de la Verband Süddeutscher Fußball-Vereine (VSFV). Nohe se trouva en conflit avec plusieurs clubs de la KFB dont Walther Bensemann, qui dirigeant le comité créer pour agencer des matches entre les clubs allemands et des équipes étrangères.
Ces disputes entraînèrent la disparition de la KFB après à peine une année d’existence. Les clubs de Südstadt et du Phönix rejoignirent la "DFB".
En janvier 1900, le Karslruher FC Südstadt fut un des fondateurs de la Fédération allemande de football (DFB).
Le club prit par la suite le nom de VfB Südstatdt 1896 Karlsruhe.
En 1924, Südstadt quitta la DFB et devint membre de la Arbeiter-Turn-und Sportbund (ATSB), une des ligues ouvrières les plus puissantes d’Allemagne.
En 1927, fut créé un club nommé Postsportverein Karlsurhe, vraisemblablement une association corporative du personnel des services postaux.
En 1933, dès leur arrivée au pouvoir, les Nazis décrétèrent l’interdiction des organisations ouvrières (syndicats, mouvements sportifs,…), et principalement celles d’obédience communiste ou socialiste. L’ATSB fut donc dissoute et vit ses membres s’en aller ou contraints de fusionner avec d’autres cercles accepté par le nouveau régime totalitaire. 
Le VfB Südstad Karlsruhe 1896 fut recréé après la Seconde Guerre mondiale. 
En 2001, le VfB Südstad 1896 Karlsruhe et le Postsportverein Karlsurhe fusionnèrent pour former l’actuel Post Südstadt Karslruhe.